# Monsieur Albert (film, 1976)
Pour les articles homonymes, voir Monsieur Albert.
Pour plus de détails, voir Fiche technique et Distribution.
Monsieur Albert est un film français de Jacques Renard sorti en 1976.

## Synopsis
Monsieur Albert est un trentenaire recherchant un compagnon de vie.

## Fiche technique
- Titre original : Monsieur Albert
- Titre alternatif : Les Enfants de Gayant[1],[2]
- Réalisation : Jacques Renard, assisté d'Élie Chouraqui et Maurice Illouz
- Scénario : Jacques Renard
- Décors : Jean-Claude Gallouin
- Sociétés de production : FR3 et Les Films Ariane
- Société de distribution : Gaumont
- Pays de production :  France
- Langue originale : français
- Format : couleur — 35 mm — son mono
- Genre : comédie dramatique
- Durée : 105 minutes
- Date de sortie :
  - France : 31 mars 1976

## Distribution
- Philippe Noiret : Albert
- Dominique Labourier : Viviane
- Patrick Chesnais : François
- Suzanne Flon : Man-Louise
- Monique Chaumette : Honorine
- Jacques Renard : Yves
- Catherine Lachens : Roseline
- Fabrice Plucienneck : Justin
- Maurice Jacquemont : M. Rivière
- Dominique Marcas : Mme Rivière
- Liliane Rovère : Madeleine
- Françoise Lugagne : Peggy
- Sigmund Graa : Armand
- Emmanuelle Stochl : Francette